# Otavibahn
| |                                           |                                       |                                       |
| Spurweite: | ursprünglich 600 mm umgespurt auf 1067 mm |                                       |                                       |
| Maximale Neigung: | Adhäsion 15 ‰ Zahnstange ‰                |                                       |                                       |
| Minimaler Radius: | 150 m                                     |                                       |                                       |
| |                                           |                                       |                                       |
| \| \| \| Walvis Bay \| \| \| \| \| Kuiseb \| \| \| \| \| Swakop (Foto) \| \| \| \| \| Swakopmund-Landungsbrücke \| 2 m \| \| \| \| Swakopmund-Mole \| \| \| \| \| \| \| \| \| \| Wendeschleife Swakopmund \| \| \| \| 0 \| Swakopmund \| Swakopmund \| \| \| 23 \| Namib \| Namib \| \| \| 43 \| Rössing \| Rössing \| \| \| 60 \| Arandis \| Arandis \| \| \| \| Trekkopje (Foto) \| \| \| \| 78 \| Karup \| Karup \| \| \| 94 \| \| \| \| \| 110 \| Ebony \| Ebony \| \| \| 120 \| Stingbank \| Stingbank \| \| \| \| Stingbank-Brücke \| \| \| \| 134 \| Aukas \| Aukas \| \| \| 151 \| Usakos Betriebsleitung/Hauptwerkstatt \| Usakos Betriebsleitung/Hauptwerkstatt \| \| \| \| Khan-Rivier \| \| \| \| \| Wendeschleife Kranzberg \| \| \| \| 167 \| Kranzberg (Foto) \| Kranzberg (Foto) \| \| \| \| nach Windhoek \| \| \| \| \| Etiro \| \| \| \| \| Etiro-Brücke \| \| \| \| 198 \| Erongo \| Erongo \| \| \| 211 \| Kanona \| Kanona \| \| \| 236 \| Omaruru \| Omaruru \| \| \| \| Esibtal-Brücke \| \| \| \| \| Scheitelpunkt \| 1589 m \| \| \| 260 \| Epako \| Epako \| \| \| 285 \| Otuë \| Otuë \| \| \| 307 \| Kalkfeld Okowakuatjivi \| Kalkfeld Okowakuatjivi \| \| \| \| Avand \| \| \| \| 343 \| Erundu \| Erundu \| \| \| \| von Outjo \| \| \| \| 379 \| Otjiwarongo \| Otjiwarongo \| \| \| 403 \| Okawe \| Okawe \| \| \| 428 \| Okaputa \| Okaputa \| \| \| 462 \| Komukanti \| Komukanti \| \| \| 497 \| Otavi \| Otavi \| \| \| \| nach Grootfontein \| \| \| \| 523 \| Korab \| Korab \| \| \| 546 \| Bobos \| Bobos \| \| \| \| nach Oshikango \| \| \| \| 567 \| Tsumeb \| Tsumeb \| \| \| \| Tsumeb-Kupfermine \| \| |                                           |                                       |                                       |
| Kopfbahnhof Streckenanfang |                                           | Walvis Bay                            | Walvis Bay                            |
| Bahnhof |                                           | Kuiseb                                | Kuiseb                                |
| Brücke über Wasserlauf |                                           | Swakop (Foto)                         | Swakop (Foto)                         |
| Strecke · Kopfbahnhof Streckenanfang (Strecke außer Betrieb) |                                           | Swakopmund-Landungsbrücke             | 2 m                                   |
| Strecke · Bahnhof (Strecke außer Betrieb) |                                           | Swakopmund-Mole                       | Swakopmund-Mole                       |
| Verschwenkung nach links · Verschwenkung nach rechts (Strecke außer Betrieb) |                                           |                                       |                                       |
| |                                           | Wendeschleife Swakopmund              |                                       |
| Bahnhof | 0                                         | Swakopmund                            | Swakopmund                            |
| ehemaliger Haltepunkt / Haltestelle | 23                                        | Namib                                 | Namib                                 |
| ehemaliger Bahnhof | 43                                        | Rössing                               | Rössing                               |
| Bahnhof | 60                                        | Arandis                               | Arandis                               |
| ehemaliger Haltepunkt / Haltestelle |                                           | Trekkopje (Foto)                      | Trekkopje (Foto)                      |
| ehemaliger Haltepunkt / Haltestelle | 78                                        | Karup                                 | Karup                                 |
| Dienststation / Betriebs- oder Güterbahnhof | 94                                        |                                       |                                       |
| ehemaliger Haltepunkt / Haltestelle | 110                                       | Ebony                                 | Ebony                                 |
| ehemaliger Haltepunkt / Haltestelle | 120                                       | Stingbank                             | Stingbank                             |
| Brücke über Wasserlauf |                                           | Stingbank-Brücke                      | Stingbank-Brücke                      |
| ehemaliger Haltepunkt / Haltestelle | 134                                       | Aukas                                 | Aukas                                 |
| Bahnhof | 151                                       | Usakos Betriebsleitung/Hauptwerkstatt | Usakos Betriebsleitung/Hauptwerkstatt |
| Brücke über Wasserlauf |                                           | Khan-Rivier                           | Khan-Rivier                           |
| |                                           | Wendeschleife Kranzberg               |                                       |
| Bahnhof | 167                                       | Kranzberg (Foto)                      | Kranzberg (Foto)                      |
| Abzweig geradeaus und nach rechts |                                           | nach Windhoek                         | nach Windhoek                         |
| ehemaliger Haltepunkt / Haltestelle |                                           | Etiro                                 | Etiro                                 |
| Brücke über Wasserlauf |                                           | Etiro-Brücke                          | Etiro-Brücke                          |
| Dienststation / Betriebs- oder Güterbahnhof | 198                                       | Erongo                                | Erongo                                |
| ehemaliger Haltepunkt / Haltestelle | 211                                       | Kanona                                | Kanona                                |
| Dienststation / Betriebs- oder Güterbahnhof | 236                                       | Omaruru                               | Omaruru                               |
| Brücke über Wasserlauf |                                           | Esibtal-Brücke                        | Esibtal-Brücke                        |
| Kulminations-/Scheitelpunkt |                                           | Scheitelpunkt                         | 1589 m                                |
| Dienststation / Betriebs- oder Güterbahnhof | 260                                       | Epako                                 | Epako                                 |
| Dienststation / Betriebs- oder Güterbahnhof | 285                                       | Otuë                                  | Otuë                                  |
| Dienststation / Betriebs- oder Güterbahnhof | 307                                       | Kalkfeld Okowakuatjivi                | Kalkfeld Okowakuatjivi                |
| Dienststation / Betriebs- oder Güterbahnhof |                                           | Avand                                 | Avand                                 |
| Dienststation / Betriebs- oder Güterbahnhof | 343                                       | Erundu                                | Erundu                                |
| Abzweig geradeaus und von links |                                           | von Outjo                             | von Outjo                             |
| Dienststation / Betriebs- oder Güterbahnhof | 379                                       | Otjiwarongo                           | Otjiwarongo                           |
| Dienststation / Betriebs- oder Güterbahnhof | 403                                       | Okawe                                 | Okawe                                 |
| Dienststation / Betriebs- oder Güterbahnhof | 428                                       | Okaputa                               | Okaputa                               |
| Dienststation / Betriebs- oder Güterbahnhof | 462                                       | Komukanti                             | Komukanti                             |
| Dienststation / Betriebs- oder Güterbahnhof | 497                                       | Otavi                                 | Otavi                                 |
| Abzweig geradeaus und nach rechts |                                           | nach Grootfontein                     | nach Grootfontein                     |
| ehemaliger Haltepunkt / Haltestelle | 523                                       | Korab                                 | Korab                                 |
| ehemaliger Haltepunkt / Haltestelle | 546                                       | Bobos                                 | Bobos                                 |
| Abzweig geradeaus, nach links und von links |                                           | nach Oshikango                        | nach Oshikango                        |
| Dienststation / Betriebs- oder Güterbahnhof | 567                                       | Tsumeb                                | Tsumeb                                |
| Betriebs-/Güterbahnhof Streckenende |                                           | Tsumeb-Kupfermine                     | Tsumeb-Kupfermine                     |

Die Otavibahn wurde in dem Schutzgebiet Deutsch-Südwestafrika (heute: Namibia) durch die Otavi Minen- und Eisenbahn-Gesellschaft (OMEG) errichtet, um Kupferminen bei Tsumeb zu erschließen. Sie ist heute in die Bahnstrecke Kranzberg–Walvis Bay, Kranzberg–Otavi sowie Otavi–Tsumeb gegliedert.

## Bau

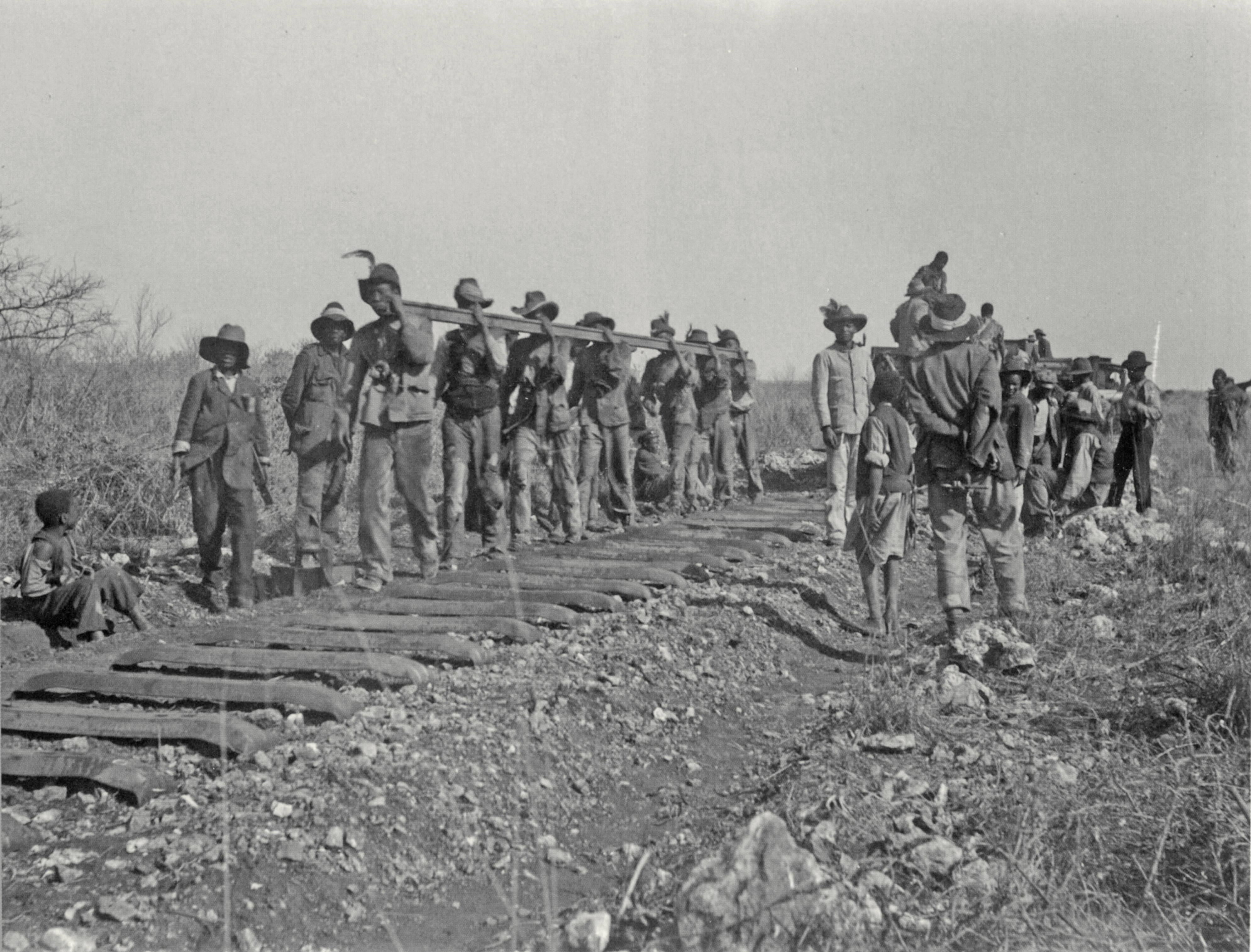
Bau bei Okaputa, 1905

Um das in Tsumeb anstehende Kupfererz nach Europa abtransportieren zu können, musste es zu einem Hafen gebracht werden. In Deutsch-Südwestafrika stand dafür nur Swakopmund zur Verfügung. Der behelfsmäßige Ausbauzustand der Staatsbahnstrecke Swakopmund–Windhoek reichte für den Bedarf des Unternehmens nicht aus, sodass die OMEG sich gegen deren teilweise Mitnutzung und für eine komplett eigene Strecke mit stärkerem Oberbau entschied, die Bahn aber gleichwohl in 600-mm–Spur errichtete. Die Bauausführung wurde der Firma Arthur Koppel übertragen, die Arbeiten begannen im Oktober 1903 in Swakopmund. Der Aufstand der Herero und Nama verzögerte sie. Nur unter großen Schwierigkeiten konnte eine 177 Kilometern lange Teilstrecke bis Onguati und ein 14 Kilometer langer Anschluss nach Karibib am 8. Mai 1905 in Betrieb gehen. Damit bestand zwischen Swakopmund und Karibib nach der Staatsbahn eine zweite Bahnverbindung, die die mit starkem Nachschubverkehr belastete erste Strecke wirksam entlastete.
Tsumeb wurde von der Bahn im März 1906 nach 567 Kilometern und 110 Brücken erreicht und die Strecke insgesamt am 12. November 1906 eröffnet. Die South West Africa Company errichtete 1907/1908 in nur neun Monaten Bauzeit zwischen Otavi und Grootfontein eine 91,3 Kilometer lange Zweigbahn. Deren Betrieb wurde ebenfalls von der OMEG geführt.

## Betrieb

### Juristisch
Die als Privatbahn errichtete Otavibahn wurde vom Fiskus des Schutzgebietes 1910 aufgekauft. Die OMEG war nun nur noch Betriebspächterin. Sie führte den Betrieb unter der Bezeichnung Deutsch-Südwestafrikanische-Eisenbahn/Otavi-Eisenbahn (DSWAE/OE).
Im Ersten Weltkrieg wurde Deutsch-Südwestafrika von südafrikanischen Truppen besetzt, die zunächst auch die Regie der dort gelegenen Eisenbahnstrecken übernahmen. Mit der Übernahme des Mandats für das ehemalige Deutsch-Südwestafrika durch die Südafrikanische Union wurde auch die Otavibahn in das Netz der South African Railways eingegliedert.

### Technisch

#### Anfangsjahre

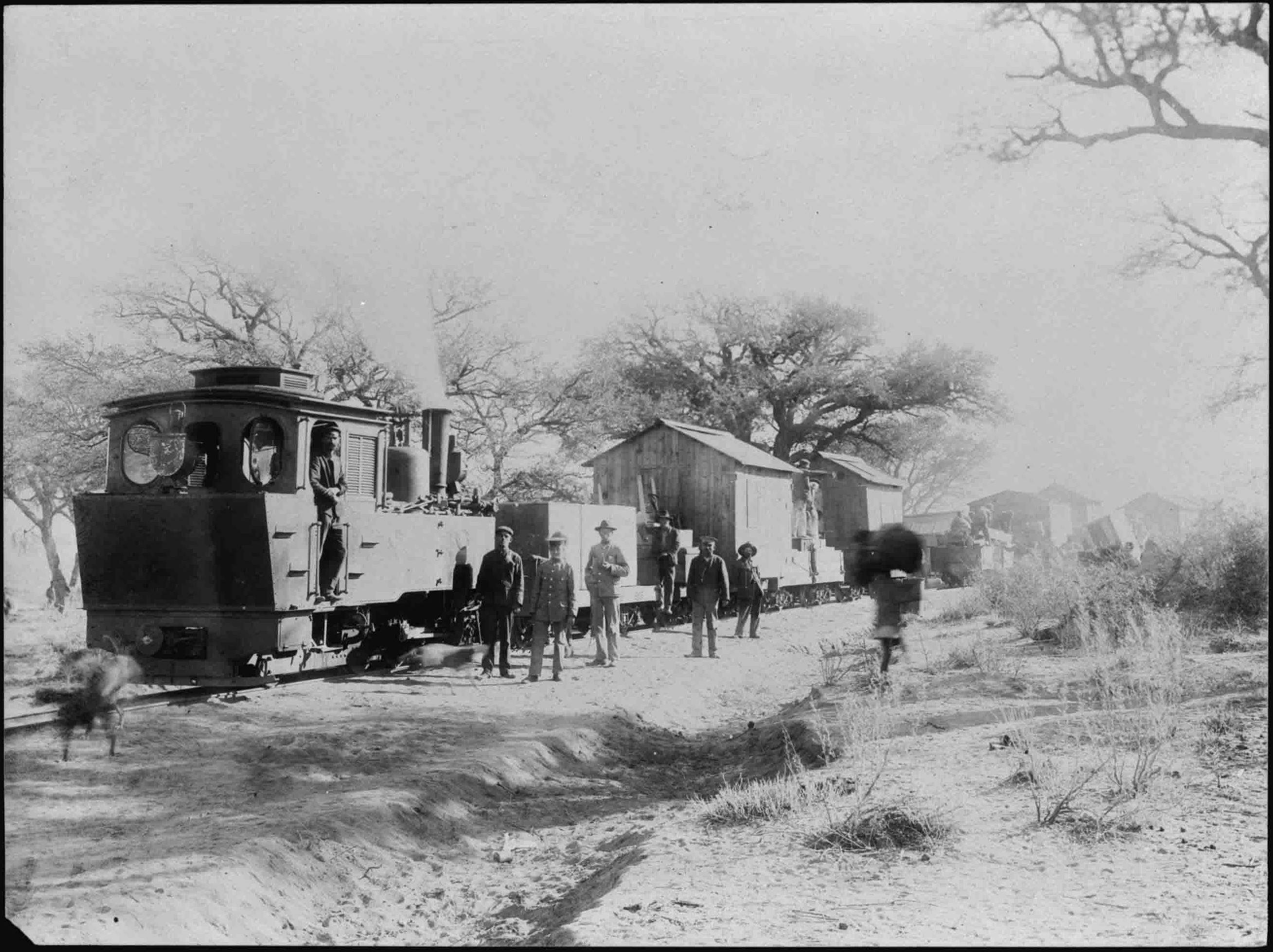
Bahnbau Anfang des 20. Jahrhunderts

Die Strecke war zwischen Swakopmund und Usakos wasserlos. Das für die Dampflokomotiven und sonst erforderliche Wasser musste in Kesselwagen von Swakopmund mitgeführt werden.
Zwischen Swakopmund und Karibib überflügelte die Otavibahn wegen ihrer technisch überlegenen Ausführung schon bald die Staatsbahn. Die Reisegeschwindigkeit der schnellsten Züge war mehr als doppelt so hoch (14,4 : 30,6 km/h). Trotz der Berührungspunkte der Netze von Otavi- und Staatsbahn in Swakopmund und Karibib und der gleichen Spurweite war ein Übergang von Wagen wegen unterschiedlichen Achsdrucks, Kupplungen und Pufferhöhe nur bedingt möglich. Die OMEG hielt dafür spezielle Kupplungswagen bereit.
Die Otavibahn benutzte für den Erztransport Zehn-Tonnen-Selbstentladewagen mit Seitenklappen. Schon im ersten Betriebsjahr wurden 100.000 t Güter befördert – das mehr als Dreifache der ursprünglich veranschlagten Menge.

#### Ab 1910

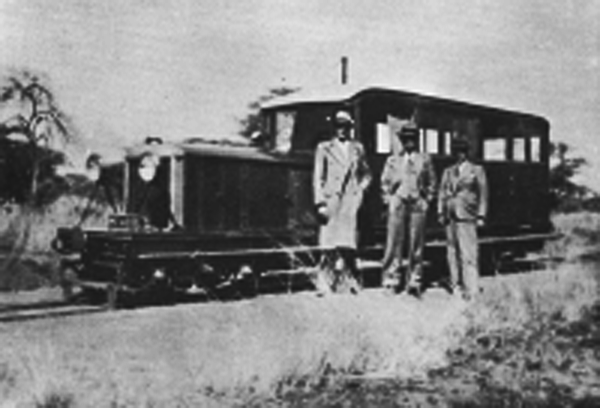
Dieseltriebwagen von 1914, der eine Höchstgeschwindigkeit von 137 km/h erreichte

Mit dem Aufkauf der Otavibahn durch den Staat 1910 wurde ab dem 1. April 1910 fast der gesamte Verkehr zwischen Karibib und Swakopmund über die Trasse der Otavibahn geleitet. Auf der ursprünglichen Staatsbahnstrecke über Jakalswater verkehrten nur noch zweimal monatlich Personenzüge.
Im letzten Friedensjahr vor dem Ersten Weltkrieg besaß die Gesellschaft
- 31 Lokomotiven
- 2 Dampftriebwagen
- 20 Wasserwagen
- 9 Personenwagen
- 370 Güterwagen

Sie wurde von 1040 Bediensteten betrieben, darunter 190 Europäer.

#### Kapspur ab 1958

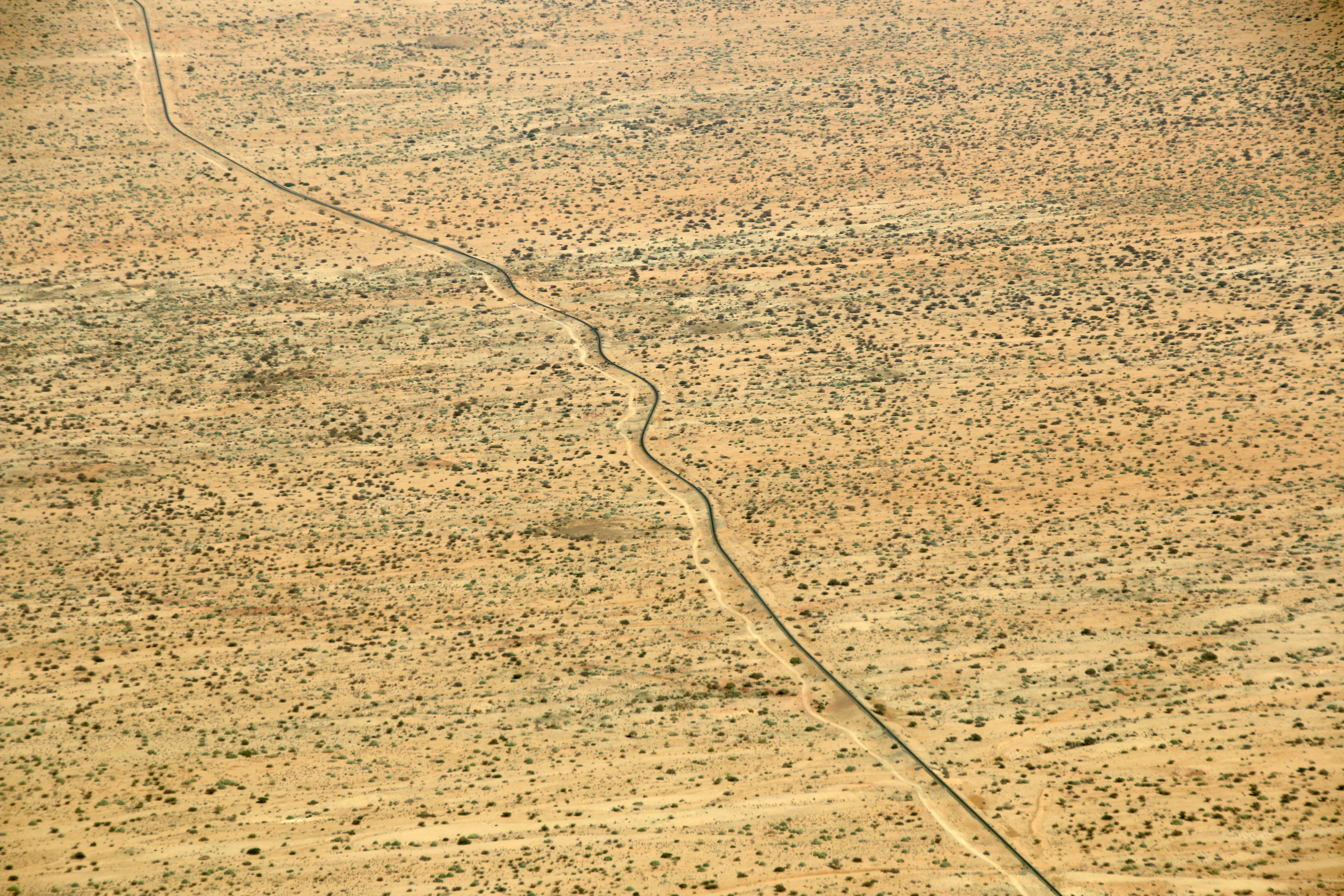
Linienführung 13 km südwestlich von Usakos aus der Vogelperspektive (2018)

Ab 1958 wurde die Otavibahn nördlich von Usakos schrittweise auf 1067 mm umgespurt, wobei die Trasse überwiegend neu angelegt wurde, damit der Verkehr während der Bauarbeiten auf der bestehenden nicht unterbrochen werden musste. Alle Empfangsgebäude – außer denen von Usakos und Kalkfeld – wurden durch neue ersetzt. Die neue Strecke wurde offiziell am 29. Januar 1961 eingeweiht, die Gleisanlagen der alten Strecke waren bis zum Februar 1962 abgerissen.

#### Weiterer Ausbau ab 2016
Der namibische Entwicklungsplan (Harambee Prosperity Plan) für die Jahre 2016 bis 2020 sieht den Abschluss des Ausbaus der Strecken Walvis Bay–Tsumeb bis 2020 vor. Ende 2017 hat die Afrikanische Entwicklungsbank für den Ausbau des 210 Kilometer langen, für den Außenhandel wichtigen Abschnitts Walvis Bay–Kranzberg auf 80 km/h im Güter- und auf 100 km/h im Personenverkehr ein Darlehen von 153 Millionen US-Dollar bewilligt.
Zwischen 2013 und 2018 wurden vom namibischen Unternehmen D&M Rail Construction knapp 170 Kilometer Bahnstrecke zwischen Otavi und Kalkfeld saniert.

## Sonstiges
Ein Zug der 600-mm-Spur ist im Namibischen Nationalmuseum in Windhoek ausgestellt. Darunter befindet sich auch ein  Schlafwagen, eine ungewöhnliche Wagengattung bei dieser Spurweite.

## Bildergalerie

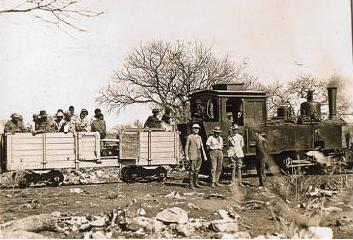
Lok nahe Tsumeb (etwa 1931)
Die Otavibahn an der Brücke über den Epakofluss
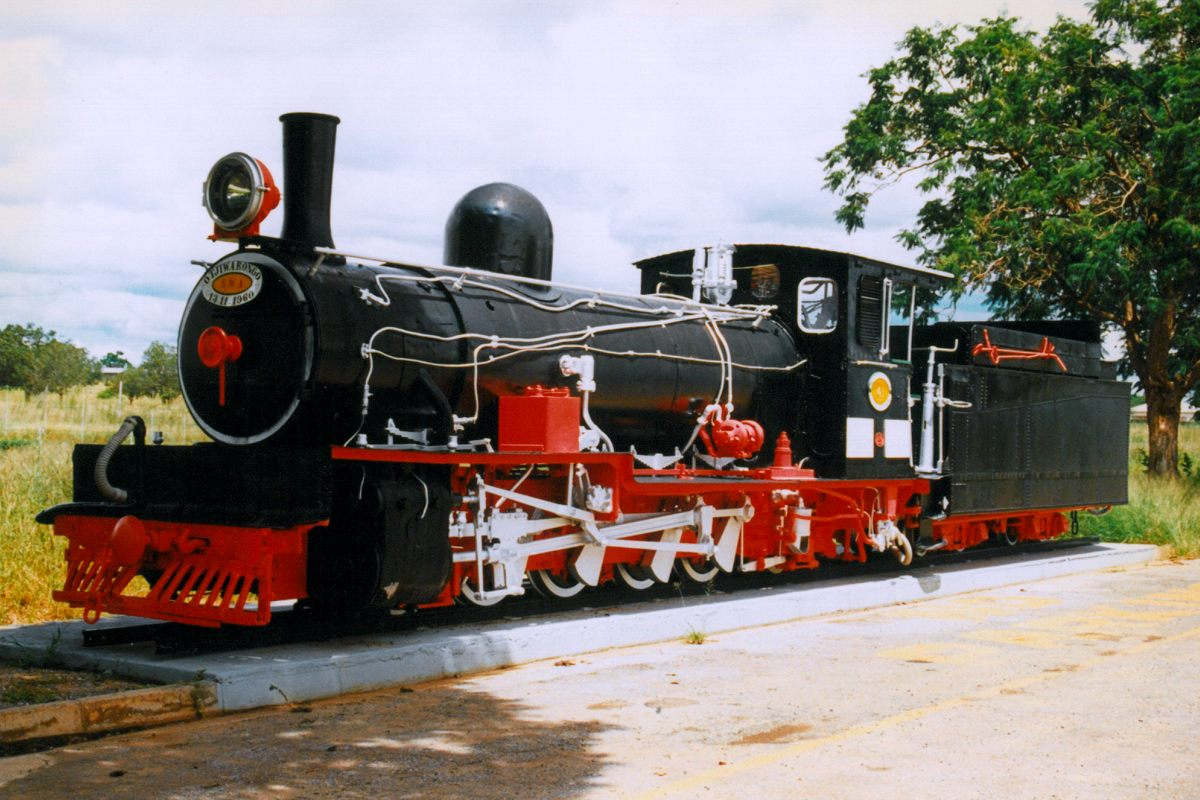
Schmalspurlok der OMEG Nr. 41 (Henschel & Sohn, Kassel, 1912/10721), Denkmal in Otjiwarongo, Namibia
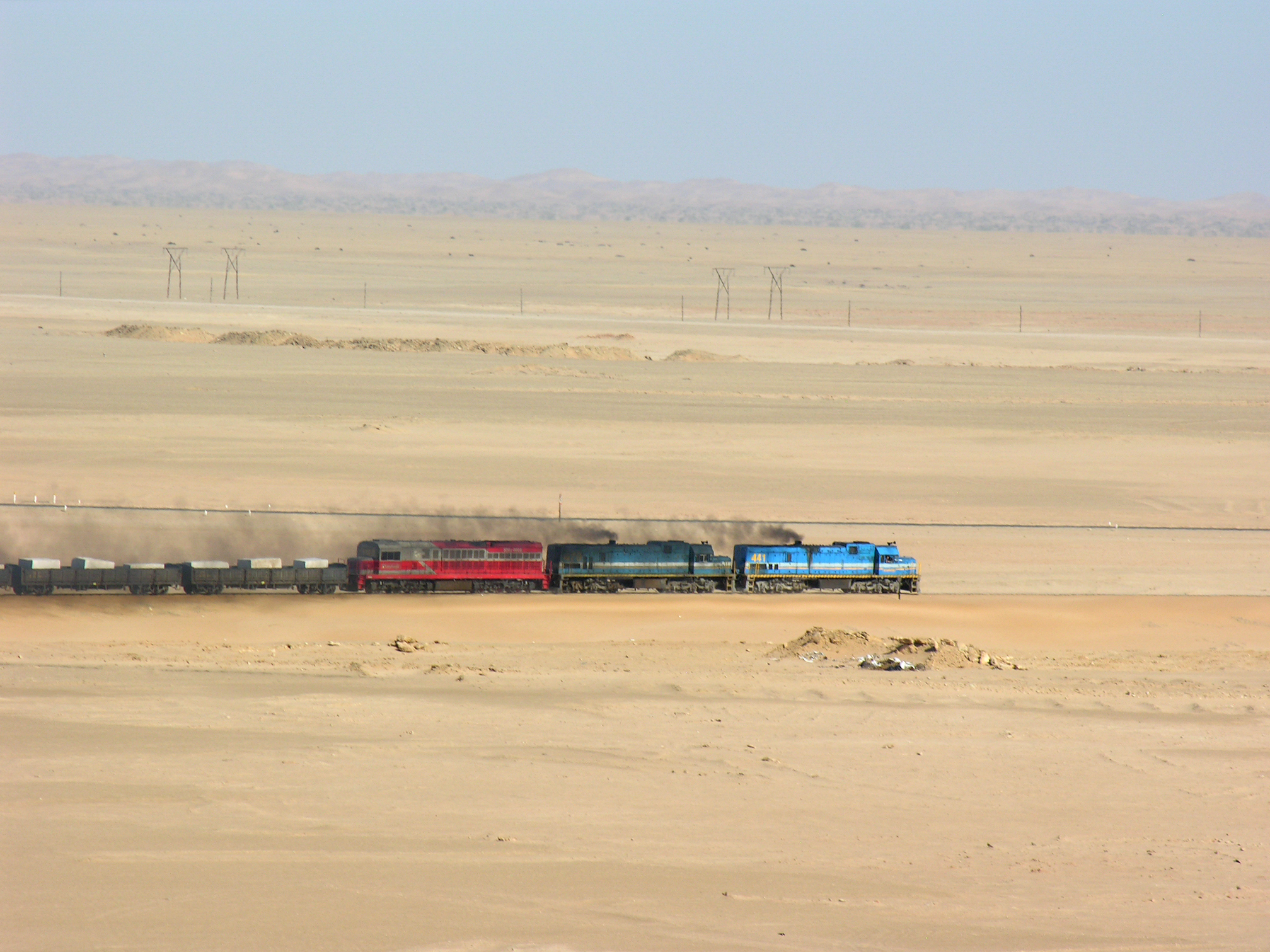
Bei Narraville
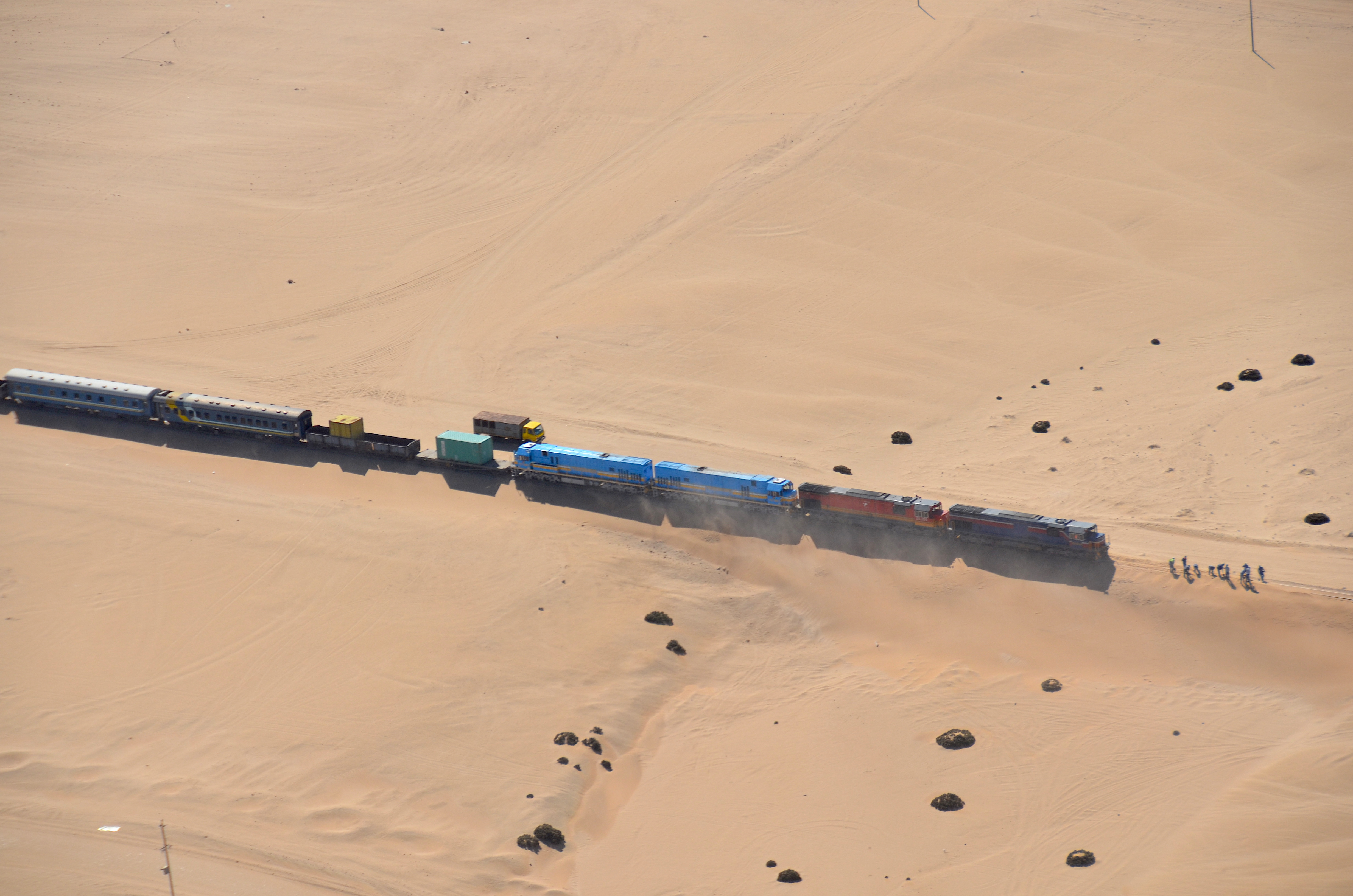
Versandete Bahnstrecke zwischen Swakopmund und Walvis Bay (2017)